# Centro de Interpretación del Torico
El Centro de Interpretación del Torico es una colección museística que se conserva en el municipio de Chiva (Valencia),teniendo su sede en la calle Doctor Nácher.
El centro está dedicado a las fiestas populares chivanas, especialmente al Torico de la Cuerda de Chiva, variedad local del toro ensogado. Realiza una explicación de estas tradiciones y mostrando diversos elementos y parafernalia -herramientas, vestidos, alimentos, instrumentos musicales- que se utilizan o forman parte de estas tradiciones.

## La colección
Los primeros escritos que hablan de la llamada fiesta de los mozos, nombre que recibía en aquella época, están fechados en 1649.
Según figura en el libro de fábrica de la iglesia parroquial de San Juan Bautista, ya en 1765 el festejo de los toros ensogados eran organizados por los Clavarios de San Roque -la Clavaría del Torico-, ya que los toros forman parte de las fiestas en honor de este santo y de Virgen de Agosto.
La palabra “clavario” se refería a la persona encargada de guardar el dinero, por lo tanto los clavarios eran los responsables de recoger la cantidad necesaria para sufragar los gastos de la fiesta. Para este fin, realizaban colectas durante las carreras del torico, buscando la colaboración del pueblo, pues no recibían ninguna otra ayuda económica. El clavario iba guardando en su pañuelo las monedas que iba recogiendo, y siempre iba acompañado de su “listero”, persona responsable de apuntar los donativos y quién los había entregado, para que quedara constancia del buen fin de la recaudación.
Los clavarios siguirían siendo los organizadores hasta 1965, cuando se creó la Peña Taurina El Torico de Chiva.Dicha entidad se formó a iniciativa de un grupo de personas de la localidad preocupadas por la continuidad de la fiesta debido a una serie de controversias sobre la gestión de algunas clavarías en las décadas de 1950 y 1960, decidiéndose poner orden a través de personas de más edad que vigilarían el comportamiento de la clavaría.En 2024, la peña contaba con unos 3000 socios,si bien la figura de los clavarios sigue existiendo y colaborando en la fiesta.
El proceso formación del Centro de Interpretación se produjo a solicitud del Ayuntamiento de Chiva, quien contó con el asesoramiento del Centro de Estudios Chivanos. Los fondos proceden de cesionarios y donantes privados, así como de la propia peña taurina.
Junto a los paneles explicativos, se presentan diferentes objetos distintivos del festejo, como vestidos, borlas, abanicos, garrotes, cuerdas, instrumentos musicales o alimentos, acompañados de otros elementos, como los olores propios de la fiesta. También alberga un centro de documentación con objetos, fotografías, obras de arte y libros sobre esta vertiente de la tauromaquia.
Mediante la resolución de 12 de enero de 2022, la Consejería de Educación, Cultura y Deporte de la Generalidad Valenciana reconoció a la Colección Museográfica Permanente del Centro de Interpretación del Torico como colección museográfica permanente, quedando integrada en el Sistema Valenciano de Museos. Mediante dicho reconocimiento, la colección queda obligada, además de al mantenimiento y catalodación de los fondos, a mantenerlos en un local adecuado, con personal capacitado y con un horario de apertura al público.

## El toro con cuerda
La tradición del toro con cuerda (también se utilizan las expresiones toro ensogado y toro de cuerda) se encuentra difundida por la geografía española. Se practica en la Comunidad Valenciana (además de Chiva, en Godelleta, Turís, Gestalgar, Onteniente y la pedanía burrianense de Santa Bàrbara), Andalucía (Arroyo del Ojanco, Benamahoma, Beas de Segura, Carcabuey, Gaucín, Grazalema, Ohanes), Aragón (Pina de Ebro, Rubielos de Mora, Teruel), Castilla-La Mancha (Cuenca, Yuncos), Castilla y León (Benavente, Palazuelo de Vedija), Cataluña (Amposta, San Carlos de la Rápita), Navarra (Lodosa) y  La Rioja (Cabretón).Esta forma de tauromaquia también se ha practicado en el País Vasco, donde se le llama Sokamuturra, y se ha celebrado tanto en Guipúzcoa como en Vizcaya.